# Катастрофа Ил-18 в Луанде
Катастрофа Ил-18 в Луанде — авиационная катастрофа, произошедшая 26 марта 1979 года в аэропорту Луанды с грузовым самолётом Ил-18Д восточногерманской компании Interflug. В катастрофе погибли все 10 человек на борту.

## Предыстория
С момента обретения Анголой независимости в 1975 году власть в стране находилась в руках Партии труда, которой СССР и социалистический блок оказывали поддержку. Поддержкой соцстран также пользовался Союз африканского народа Зимбабве (ЗАПУ), который воевал за отмену апартеида в Южной Родезии. Для планирующегося наступления ЗАПУ в порт Луанды из ГДР морем были доставлены тяжёлые вооружения, которые планировалось по воздуху переправить в столицу граничащей с Южной Родезией Замбии (её правительство также поддерживало ЗАПУ). Но поскольку ангольская авиакомпания TAAG не могла самостоятельно справиться с таким объёмом, был дополнительно зафрахтован грузовой Ил-18 компании Interflug, который должен был перевезти в общей сложности 500 тонн вооружений. В связи с тем, что перевозка таких грузов запрещалась международными договорённостями, операция проводилась секретно. Самолёт прибыл в Луанду, где экипаж и технический персонал должны были находиться до выполнения задания.

## Самолёт
Самолёт Ил-18Д с регистрационным номером DM-STL (заводской — 186009402, серийный 094-02) был выпущен заводом «Знамя Труда» в июне 1966 года. В сентябре поступил в авиакомпанию «Interflug», где использовался для пассажирских перевозок. В январе 1974 года самолёт был переоборудован для перевозки грузов.

## Экипаж
- Командир воздушного судна (КВС) — 41-летний Дитер Хартманн (нем. Dieter Hartmann).
- Второй пилот — 29-летний Йохен Вильсдорф (нем. Jochen Wilsdorf).
- Штурман — 45-летний Хорст Умлауфт (нем. Horst Umlauft).
- Бортмеханик — 35-летний Франк-Рольф Йон (нем. Frank-Rolf John).

## Катастрофа
26 марта 1979 года самолёт со взлётным весом 60,5 тонн приготовился к вылету в Лусаку. Однако на 56 секунде разбега по ВПП 23 произошёл отказ двигателя №2. Командир принял решение прервать взлёт, но оставшейся полосы уже не хватало для безопасной остановки. На большой скорости самолёт выкатился за пределы полосы, столкнулся с антенной КГС, разрушился и загорелся. Все 4 члена экипажа и 6 сопровождавших груз пассажиров погибли.

## Расследование
Расследование осуществлялось комиссией Интерфлюга под руководством гендиректора компании, генерал-майора Клауса Хенкеса. Комиссия установила, что решение прервать взлёт было ошибочным, поскольку скорость в момент его принятия составляла 268 км/ч, что уже превышало минимальную взлётную скорость при отказе одного двигателя (222 км/ч). КВС сначала попробовал оторвать самолёт от земли, несмотря на отказ, но потом прервал эту попытку, возможно, опасаясь, что для перегруженного самолёта и при температуре воздуха более +30 °C тяги оставшихся двигателей не хватит.

## Последствия
Поскольку Ангола состояла в ICAO, публикация результатов расследования была обязательной. Но в связи с характером груза, некоторые детали происшествия были засекречены. В представленном отчёте указывалось, что самолёт перевозил продовольствие и гуманитарную помощь.
Политбюро СЕПГ приняло решение завершить операцию по переброске груза и 31 марта одобрило предложение Хенкеса послать в Анголу ещё один борт. Другой Ил-18 (рег. DM-STP) прибыл в Луанду 2 апреля 1979, поставленную задачу экипаж выполнил.